# Lillvattnet (Junsele socken, Ångermanland)
Lillvattnet är en sjö i Sollefteå kommun i Ångermanland och ingår i Ångermanälvens huvudavrinningsområde. Sjön har en area på 0,21 kvadratkilometer och ligger 302,1 meter över havet. Sjön avvattnas av vattendraget Lillvattenbäcken.

## Delavrinningsområde
Lillvattnet ingår i det delavrinningsområde (708231-154697) som SMHI kallar för Mynnar i Röån. Medelhöjden är 335 meter över havet och ytan är 16,13 kvadratkilometer. Det finns inga avrinningsområden uppströms utan avrinningsområdet är högsta punkten. Lillvattenbäcken som avvattnar avrinningsområdet har biflödesordning 3, vilket innebär att vattnet flödar genom totalt 3 vattendrag innan det når havet efter 145 kilometer. Avrinningsområdet består mestadels av skog (92 procent). Avrinningsområdet har 0,27 kvadratkilometer vattenytor vilket ger det en sjöprocent på 1,7 procent.